# Бентли, Уолтер (рыцарь)
Сэр Уолтер Бентли (англ. Sir Walter Bentley; умер в 1359) — английский рыцарь, участник Столетней войны. 

## Биография
Уолтер Бентли был сыном сэра Джона Бентли и получил в наследство от отца ряд поместий в Англии. Он участвовал в шотландских походах, в 1339 году нёс военную службу на континенте в составе королевской армии, с 1342 года воевал в Бретани в составе свиты Уильяма де Богуна, 1-го графа Нортгемптона. Позже он сформировал собственный отряд и установил контроль над рядом замков в западной части Бретани. 
В 1351 году Бентли был назначен лейтенантом Бретани, то есть командиром английских войск в этом регионе, где шла война между двумя претендентами на герцогскую корону. Одержал победу при Мороне 14 августа 1352 года, но в этом сражении был тяжело ранен. В 1353 году Бенли был отозван в Англию и оказался в Тауэре. Через два года получил свободу и вернулся в Бретань. Сэр Уолтер был женат на Жанне де Бельвиль, вдове Оливье IV де Клиссона.